# Acid tiocianic
Acidul tiocianic (numit și acid sulfocianhidric sau acid rodanic) este un acid anorganic cu formula HSCN, care este tautomer cu acidul izotiocianic (HNCS). Forma izo- este mai dominantă, astfel că aproximativ 95% din faza de vapori este acid izotiocianic. Este un acid slab, cu o constantă de aciditate pKa de 1,1 la 20 °C.

## Structură
Se presupune că între atomii de carbon și azot din molecula acidului tiocianic există o legătură triplă. Compusul a fost observat prin metode spectroscopice, dar nu a fost izolat în stare pură.

Tautomeria între acidul tiocianic (stânga) și acidul izotiocianic (dreapta)

## Săruri
Sărurile și esterii acidului tiocianic sunt mai răspândiți și se numesc tiocianați. Tiocianații sunt alcătuiți din ionul tiocianat provenit de la acid (−SCN) și un cation metalic potrivit (cum este cazul sării tiocianat de potasiu KSCN sau tiocianat de amoniu NH4SCN). Esterii organici ai acidului tiocianic au structura generală R–SCN, aici ionul tiocianat fiind o grupă funcțională.